# The Cheat (film 1931)

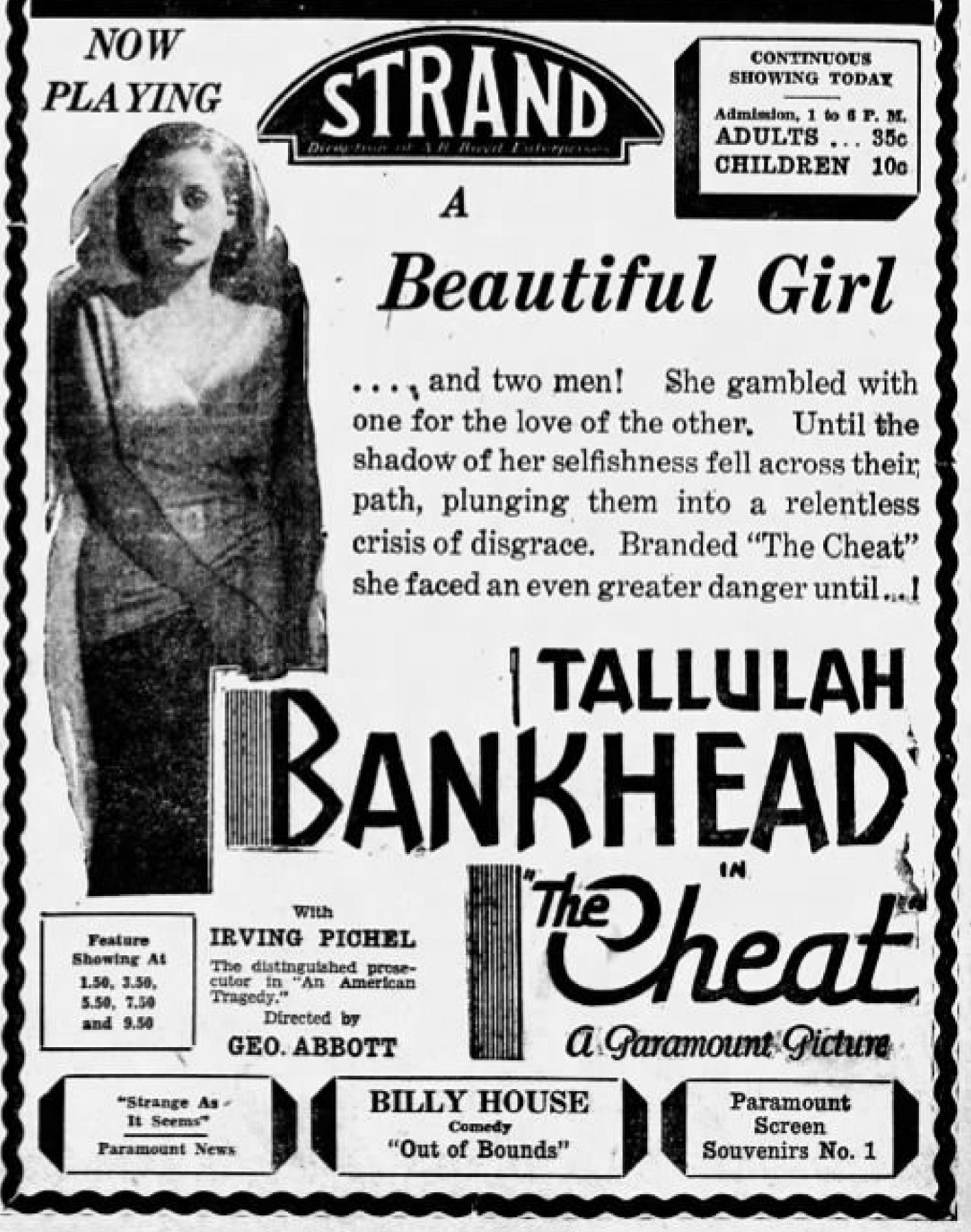
Locandina pubblicitaria del film

The Cheat è un film statunitense del 1931 diretto da George Abbott.
Si tratta del remake del film I prevaricatori (The Cheat) del 1915 diretto da Cecil B. DeMille.